# Jaroslava Puntová
Jaroslava Puntová (* 20. prosince 1957) je česká politička a pracovnice v sociálních službách, v letech 2020 až 2021 poslankyně Poslanecké sněmovny PČR, od roku 2018 zastupitelka města Most, členka hnutí ANO 2011.

## Život
Působí jako vedoucí Denního dětského rehabilitačního stacionáře a Střediska denní péče o děti do tří let věku Městské správy sociálních služeb v Mostě. V roce 2017 získala za své aktivity Cenu sympatie v rámci 12. ročníku Cen kvality v sociální péči.
Jaroslava Puntová žije ve městě Most.

## Politické působení
V komunálních volbách v roce 2014 kandidovala jako členka hnutí ANO 2011 do Zastupitelstva města Most, ale neuspěla. Zvolena byla až ve volbách v roce 2018. Působí také jako členka Komise sociální a národnostních menšin.
V krajských volbách v roce 2016 kandidovala jako členka hnutí ANO 2011 do Zastupitelstva Ústeckého kraje, ale neuspěla.
Ve volbách do Poslanecké sněmovny PČR v roce 2017 kandidovala za hnutí ANO 2011 v Ústeckém kraji, ale neuspěla, stala se čtvrtou náhradnicí. Když se však v listopadu 2020 stal její stranický kolega Jan Schiller hejtmanem Ústeckého kraje, rozhodl se ke konci roku 2020 složit poslanecký mandát. Na základě dohod s jinými náhradníky se dne 31. prosince 2020 stala novou poslankyní.
Ve volbách do Poslanecké sněmovny PČR v roce 2021 již nekandidovala.